# Arpène Lucien
Arpène Lucien (Arpin Lusène en version originale) est un personnage de fiction de l'univers de Donald Duck créé en 1998 par Don Rosa pour les studios Disney.

## Présentation
Cet aristocrate français fait sa première apparition le 29 mai 1998 dans Picsou contre le Chevalier noir (The Black Knight). Maître-criminel sévissant sous le masque du « Chevalier noir », il devient dès lors un des adversaires les plus acharnés de Balthazar Picsou. Son déguisement, une armure entièrement noire, lui confère une étroite ressemblance avec l'ennemi historique de Mickey Mouse : le Fantôme noir.
Son nom est une contrepèterie approximative d'Arsène Lupin, le gentleman cambrioleur inventé par Maurice Leblanc.
Originellement maître du cambriolage sans effraction, il crée une armure et une épée indestructibles pouvant traverser n'importe quoi, sauf le diamant, en les recouvrant de poudre de diamant puis du Dissoutou inventé par Géo Trouvetou pour Picsou. À partir de ce moment, Arpène Lucien cherche à dérober la fortune de Picsou. Du moins en apparence, car, ne pouvant transporter une somme aussi énorme, il se trouve réduit à la détruire avec son épée.
Ce personnage est, malgré son acharnement, l'un des ennemis les plus fair-play de Picsou, acceptant les conditions de ce dernier après avoir été capturé, ce qui ne l'empêche pas de s'évader à chaque fois. En effet, Arpène est montré comme un maître du vol en toute discrétion, capable notamment de voler des vêtements à ses interlocuteurs sans que ceux-ci ne s'en rendent compte ou de crocheter ses menottes avec un poil de moustache.
Dans la version originale, Lucien parle avec un très fort accent français mélangé à un peu de franglais, ce qui donne lieu à des échanges comiques avec Donald qui ne comprend pas très bien ce qu'il raconte. La traduction française a marqué cet effet différemment en faisant de Lucien un personnage sophistiqué qui parle avec un français soutenu, voire recherché. Les échanges comiques avec Donald sont alors dus d'après Lucien au manque de vocabulaire du canard qui saisit mal le sens de ses mots (quand Lucien vient à dire "Vous me vainquîtes à la loyale", Donald répond "On n'est pas quitte, bandit !", ou encore "Je réorientais l'effet balistique" donne lieu à un "L'éphèbe à quoi ?").

## Création du personnage
En reprenant l'univers de Donald Duck, Don Rosa n'a jamais ressenti le besoin de créer de nouveaux méchants pour mettre en péril la fortune de Picsou. Carl Barks en avait déjà créé une panoplie qui lui convenait déjà, étant  complémentaires :
- Les Rapetou, qui projettent de lui prendre la plus grosse partie de sa fortune, soit tout le contenu de son coffre ;
- Miss Tick, qui rêve de lui voler la plus petite partie de sa fortune, son sou-fétiche ;
- Archibald Gripsou, qui est déjà très riche, ne veut que la ruine de son principal rival.

Pourtant, il avait déjà créé sans le savoir un nouveau type d'antagoniste. Pour ses "histoires de canards", il lui arrivait régulièrement de réutiliser des scénarios d'histoires qu'il avait publié dans le comic strip The Pertwillaby Papers (en) durant les années 1970. Quelques années avant la publication de l'histoire présente, il désira reprendre une de ses anciennes histoires où il était question d'une armure recouverte d'un dissolvant universel. C'est ainsi qu'il mit en scène dans une histoire une armure recouverte de ce dissolvant, le Dissoutou, qui serait portée par un nouveau méchant. Le bédéiste se rendit alors compte qu'il avait créé une nouvelle catégorie de méchant.

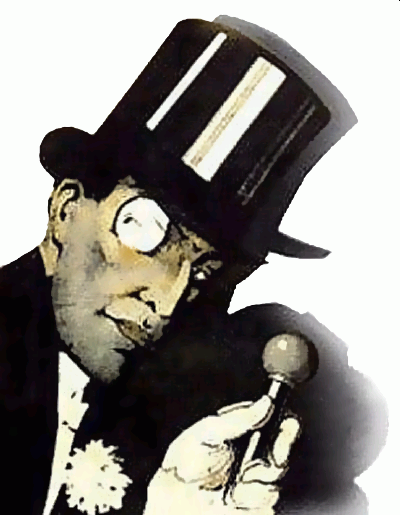
Arsène Lupin, source d'inspiration pour Arpène Lucien

Cet antagoniste n'est autre qu'Arpène Lucien, faisant son apparition en 1998 dans Picsou contre le Chevalier Noir. Il est bien-sûr fortement basé sur le personnage de littérature Arsène Lupin, créé par le romancier français Maurice Leblanc et que le public découvrit en 1905. Le personnage de Don Rosa, comme Archibald Gripsou, est déjà multi-millionnaire et n'en veut pas à l'argent de Picsou. Mais pour la gloire, il décide d'annihiler toute la fortune de ce dernier. C'est une nouvelle idée. Ajoutons à cela que contrairement à d'autres adversaires du magnat, ce voleur n'est pas un mauvais bougre dans le fond. Il s'agit en fait d'un individu plutôt sympathique qui aime juste voler aux riches, à ceux ayant les moyens de se faire voler et considère tout cela comme un jeu. C'est ainsi qu'un « gentleman cambrioleur » rejoignit les rangs des ennemis de Picsou.
Arpène Lucien gagna une grande popularité auprès des lecteurs, qui demandèrent immédiatement une nouvelle aventure le mettant en scène. Toutefois, Don Rosa voulait écrire une histoire significativement différente de la première. Il réutilise déjà ce personnage dans À l’attaque !!! (2000), où il ne fit qu'une rapide apparition. Ce n'est qu'en 2003 qu'il est de nouveau au centre d'une histoire, dans Le Retour du Chevalier noir, où il attaque de nouveau le coffre.

## Nom dans différents pays
- Allemagne : Arpin Lusene, Der Schwarze Ritter
- Angleterre : Arpin Lusene, The Black Knight
- Danemark : Arpin Lusène
- Finlande : Arpin Lusène, Musta Ritari
- France : Arpène Lucien, Armand Lutin
- Grèce : Αρπέν Λουσέν
- Norvège : Arpin Lusène
- Pologne : Arszen Lampen
- Suède : Armand Lutin